# Mee krob
Mee krob (Idioma tailandés: หมี่กรอบ, AFI: [mìːkrɔ̀ːp]) es un plato originario de Tailandia, el nombre significa literalmente "fideos crujientes". Se hace con fideos de arroz y una salsa que es predominantemente dulce, pero puede ser equilibrado con un sabor ácido, generalmente de limón o lima. El agrio sabor cítrico destacado en este plato viene de la cáscara de la fruta cítrica de Tailandia llamado Som Saa.

## Ingredientes usados en su preparación
Fideos finos, fideos de arroz, carne de cerdo finamente picada, cebolla finamente picada, camarón fresco, ajo picado, salsa de soja amarilla, vinagre blanco, salsa de pescado, azúcar de palma, pimientos secos, jugo de limón, tofu cortado en trozos del tamaño de fósforo y fritas crujientes, escabeche de ajo, finamente cortado, chile dulce, en rodajas finas, cebolletas chinas, cebollín verde, brotes de soja frescos, aceite de cocina, corteza de limón en rodajas finas cafre.